# Zamorin
1102–1766
Entités précédentes :
- Chera

Entités suivantes :
- Royaume de Mysore

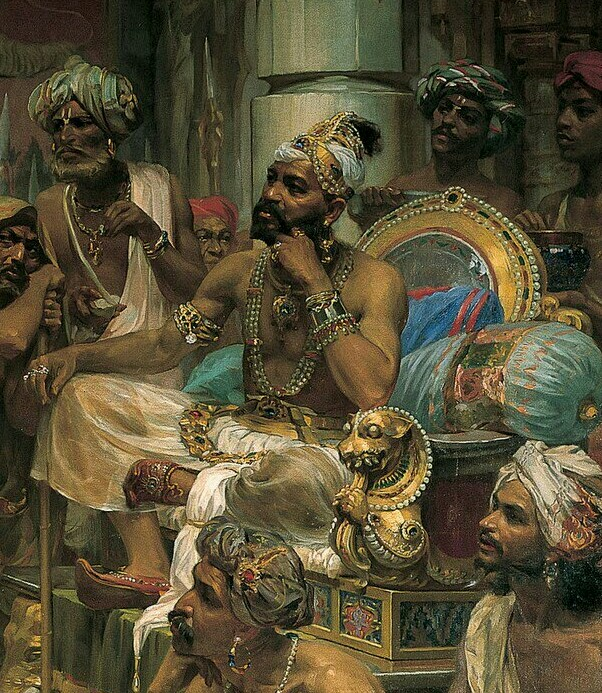
Le Zamorin de Calicut, Veloso Salgado, XIXE s.

Zamorin ou samorain (littéralement « souverain de la mer » en malayalam (സാമൂതിരി (sāmūtiri))) est le titre donné par les Portugais lorsqu’ils débarquèrent sur la côte de Malabar, aux Samutiris ou râjas de la mer qui régnaient sur Calicut (Kozhikode). Au cours du XVe siècle, les zamorins ont étendu leur souveraineté aux autres royaumes, dont Cochin, qui se situe également sur la côte occidentale de l'Inde.
Les Samutiris exerçaient leur pouvoir en s'appuyant sur les commerçants mappila d'origine arabe et sur une importante flotte dirigée par leurs amiraux, les Kunjalî.

## Histoire

### Relations avec l'Empire portugais
En 1498, Vasco de Gama demande au râja Samutiri Manavikraman de pouvoir stationner une petite troupe sur son territoire, ce qui lui est refusé. Il doit aussi s’acquitter des taxes commerciales aux mêmes taux que les autres marchands.

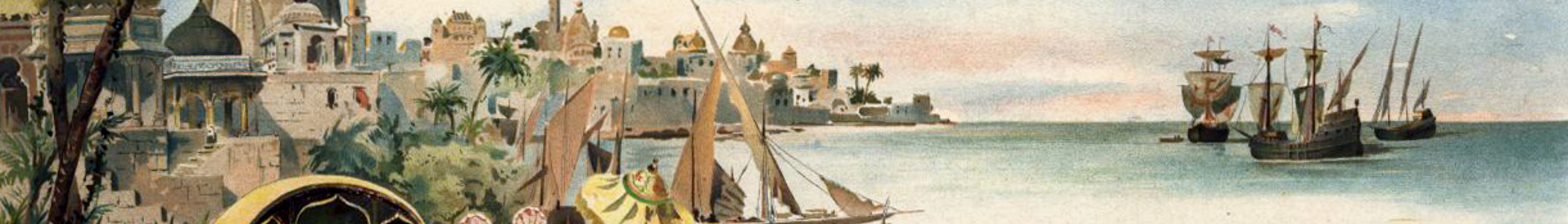
L'Arrivée de Vasco de Gama à Calicut, Alfredo Roque Gameiro (1864-1935), v. 1900.

À son retour en 1502, Vasco de Gama exige du râja l'expulsion des commerçants arabes et le monopole du commerce avec le Malabar, ce qui lui est de nouveau refusé. Après une opération de représailles, il se rend à Kochi où règne un râja vassal des Zamorins. Y voyant un nouvel allié contre son suzerain, celui-ci l'accueille et un traité est signé entre les deux parties. Lorsqu'il apprend la nouvelle, le Zamorin réclama l'expulsion des Portugais, ce que le râja de Cochin refuse.
En 1503, l'armée du Zamorin attaque cette ville qui est saccagée et un des membres de la famille royale tué. Cependant, son armée subit une lourde défaite lors d'une nouvelle attaque contre Cochin en 1504, grâce à l'alliance du Trimumpara Raja avec les Portugais de Duarte Pacheco Pereira.
Plusieurs années de guerre suivent avec les Portugais, avec qui la paix fut signée en 1540 . Un nouveau conflit éclata entre les Portugais et le Zamorin lorsque le qadi de Cannanore fut assassiné par ces derniers, à la fin des années 1540. Le conflit dura jusqu'en 1590, et prit essentiellement la forme d'actions de piraterie réciproque, chacun des deux camps essayant de rendre la navigation impossible à l'autre. Le conflit se solda par un accord de paix par lequel le Zamorin cessait d'harceler les Portugais de l'Estado da India en échange de leur soutien dans la lutte contre le chef d'une communauté mappila qui cherchait à le renverser.

## Source
- Louis Frédéric, Dictionnaire de la civilisation indienne, Robert Laffont, 1987, 1276 p. (ISBN 2-221-01258-5)
- Sanjay Subrahmanyam, L'empire portugais d'Asie (1500-1700), Paris, Éditions Points, 2013  (ISBN 978-2-757-83681-1)